# Hans Meier (Widerstandskämpfer)
Hans Ludwig Meier (auch Hans Meier-Wittlake, * 26. August 1914 in Bremen; † 12. November 2000 in Bremen) war ein deutscher „Kommunist im Widerstand“, Redakteur und Schriftsteller.

## Leben
Meier entstammt einer Bremer Arbeiterfamilie. Sein Vater war von Beruf Maurer, seine Mutter Fabrikarbeiterin. Sein Vater starb 1918 in einem Kriegslazarett, seine Mutter heiratete 1920 den Kommunisten und Binnenschiffer August Wittlake. Durch ihn bekam Hans Meier Zugang zur Weltliteratur und wurde Leser der Arbeiterbibliothek in Hastedt. Nach dem Abschluss der Volksschule absolvierte er eine Ausbildung als Maler von 1929 bis 1933. Er war u. a. bei der Atlaswerft in Bremen beschäftigt. Als sein Stiefvater 1931 starb, trat Hans Meier in den KJVD und in die Kommunistische Partei Deutschlands (KPD) ein.
Ab Mai 1933 beteiligte sich Meier am Untergrundkampf gegen den Nationalsozialismus und wurde im November 1933 erstmals verhaftet. Im Herbst 1936 wurde seine Widerstandsgruppe entdeckt und er wurde zusammen mit acht anderen Kommunisten angeklagt. Von 1936 bis 1939 war er auf Grund seiner Widerstandsarbeit gegen das nationalsozialistischen Regime einige Jahre im  Gefängnis Bremen-Ostertor. Während der Haft stand ihm eine Gefängnisbibliothek zur Verfügung, deren Buchbestand von den Nazis nicht hinreichend zensiert war; er entdeckte seine Liebe zur Literatur.
Im April 1939 wurde er aus der Haft entlassen, aber bis 1945 unter Polizeiaufsicht gestellt. Trotz der Haftstrafe wurde er im August 1939 zur Wehrmacht eingezogen. Eingesetzt wurde er 1940 in Frankreich und im Winter 1941/1942 in der Sowjetunion, wo er sich schwere Erfrierungen zuzog. Wegen „andauernder Magengeschwüre“ wurde er anschließend für frontdienstuntauglich erklärt. Noch vor dem Kriegsende nahm er seine politische Tätigkeit wieder auf und beteiligte sich an der Gründung der Kampfgemeinschaft gegen den Faschismus (KGF). Danach wurde er KPD-Ortsgruppenleiter in Habenhausen. Ab 1949 war er Mitglied der KPD-Landesleitung Bremen. Von 1956 bis 1960 arbeitete er auf einer Werft im Bremer Hafengebiet und wurde dort Betriebsratsvorsitzender und IG-Metall-Funktionär.
Nach der Befreiung 1945 wurde er Redakteur der von Willy Hundertmark geführten Tribüne der Demokratie (Tageszeitung der KPD in Bremen bis 1956) und von 1960 bis 1969 Redakteur der sozialistischen Wochenzeitung Neues Echo. Ab 1969 übernahm er verschiedene Parteifunktionen in der neukonstituierten DKP, insbesondere in der Presse- und Öffentlichkeitsarbeit. Er war bis zu seinem Tod aktives Mitglied der Vereinigung der Verfolgten des Naziregimes – Bund der Antifaschistinnen und Antifaschisten in Bremen.

## Schriften (Auswahl)
- Damals im April. Alltagsgeschichten von kleinen und großen Gaunern, von Krieg und Frieden und vom Widerstand. Mit 12 Illustrationen von Niko Timm. Hrsg. vom Werkkreis Literatur der Arbeitswelt. Bund-Verlag: Köln 1990
- Kolonie Raffgier, illustriert von Nico Timm und einem Nachwort von Thomas Metscher. Verlag Atelier im Bauernhaus: Fischerhude 1976